# Skate Canada International de 1976
O Skate Canada International de 1976 foi a quarta edição do Skate Canada International, um evento anual de patinação artística no gelo organizado pelo Skate Canada. A competição foi disputada na cidade de Ottawa, Ontário, Canadá.

## Eventos
- Individual masculino
- Individual feminino
- Dança no gelo

## Medalhistas
| Evento                        | Ouro                                                    | Prata                                         | Bronze                                   |
| Individual masculino detalhes | Ron Shaver · Canadá                                     | Robin Cousins · Reino Unido                   | David Santee · Estados Unidos            |
| Individual feminino detalhes  | Kim Alletson · Canadá                                   | Karena Richardson · Reino Unido               | Garnet Ostermeier · Alemanha Oriental    |
| Dança no gelo detalhes        | Natalia Linichuk · Gennadi Karponosov · União Soviética | Janet Thompson · Warren Maxwell · Reino Unido | Susan Carscallen · Eric Gillies · Canadá |

## Resultados

### Individual masculino
| Pos.              | Nome          | Nacionalidade  |
| ----------------- | ------------- | -------------- |
| Medalha de ouro   | Ron Shaver    | Canadá         |
| Medalha de prata  | Robin Cousins | Reino Unido    |
| Medalha de bronze | David Santee  | Estados Unidos |
| 4                 |               |                |
| 5                 |               |                |
| 6                 |               |                |
| 7                 |               |                |
| 8                 | Vern Taylor   | Canadá         |
| 9                 |               |                |
| 10                |               |                |
| 11                | Brian Pockar  | Canadá         |
| ...               |               |                |

### Individual feminino
| Pos.              | Nome              | Nacionalidade     |
| ----------------- | ----------------- | ----------------- |
| Medalha de ouro   | Kim Alletson      | Canadá            |
| Medalha de prata  | Karena Richardson | Reino Unido       |
| Medalha de bronze | Garnet Ostermeier | Alemanha Oriental |
| 4                 |                   |                   |
| 5                 |                   |                   |
| 6                 | Suzie Brasher     | Estados Unidos    |
| 7                 |                   |                   |
| 8                 |                   |                   |
| 9                 |                   |                   |
| 10                |                   |                   |
| 11                | Carolyn Skoczen   | Canadá            |
| 12                |                   |                   |
| 13                |                   |                   |
| 14                | Camille Rebus     | Canadá            |
| ...               |                   |                   |

### Dança no gelo
| Pos.              | Nome                                  | Nacionalidade   |
| ----------------- | ------------------------------------- | --------------- |
| Medalha de ouro   | Natalia Linichuk / Gennadi Karponosov | União Soviética |
| Medalha de prata  | Janet Thompson / Warren Maxwell       | Reino Unido     |
| Medalha de bronze | Susan Carscallen / Eric Gillies       | Canadá          |
| 4                 |                                       |                 |
| 5                 |                                       |                 |
| 6                 | Lorna Wighton / John Dowding          | Canadá          |
| 7                 |                                       |                 |
| 8                 |                                       |                 |
| 9                 |                                       |                 |
| 10                | Sherry Temple / Marty Fulkerth        | Canadá          |
| 11                | Kelly Johnson / David Martin          | Canadá          |
| ...               |                                       |                 |

## Quadro de medalhas
| Ordem | País              | Medalha de ouro | Medalha de prata | Medalha de bronze |   | Ordem por total |
| ----- | ----------------- | --------------- | ---------------- | ----------------- | - | --------------- |
| 1     | Canadá            | 2               |                  | 1                 | 3 | 1               |
| 2     | União Soviética   | 1               |                  |                   | 1 | 3               |
| 3     | Reino Unido       |                 | 3                |                   | 3 | 1               |
| 4     | Alemanha Oriental |                 |                  | 1                 | 1 | 3               |
| 4     | Estados Unidos    |                 |                  | 1                 | 1 | 3               |
| TOTAL | TOTAL             | 3               | 3                | 3                 | 9 | —               |